# 胃黏膜
胃黏膜是指位於胃的黏膜層，里面有腺体和胃小凹。人類的胃粘膜的厚度约为1毫米，其表面光滑、柔软、有天鹅绒感。位於幽门末端附近的胃黏膜呈粉红色，其余地方的胃黏膜表面呈红色或红褐色。胃黏膜由柱状上皮、固有层和肌层黏膜组成。